# 達爾哈特 (德克薩斯州)
達爾哈特（英語：Dalhart）是美國德克薩斯州達拉姆縣的縣城。根據2010年美國人口普查，該地人口共有7,930人，面積約為12.41平方千米。。

## 地理
達爾哈特的座標為36°03′39″N 102°31′07″W / 36.06083°N 102.51861°W，而平均海拔高度為214米（即3,983英尺）。